# Населення Миколаївської області

## Населення
Станом на 1 січня 2013 року в регіоні, за оцінкою, проживало 1173,5 тис. осіб, з них 796,1 тис. мешкає у міських поселеннях, 377,4 тис. — у сільській місцевості. Внаслідок демографічних процесів, які відбулися впродовж 2012 року, чисельність наявного населення області скоротилась на 4,7 тис. осіб.
Головним чинником зменшення чисельності населення продовжує залишатися його природне скорочення, яке за 2012 рік становило 3,8 тис. осіб, зафіксовано і міграційне скорочення — 0,9 тис. осіб.
За 2012 рік на Миколаївщині зареєстровано 13515 народжених, що на 486 немовлят більше, ніж у 2011 році. Традиційно хлопчиків народжується більше, ніж дівчаток, на 100 народжених дівчаток у 2012 році припадало 109 хлопчиків. Коефіцієнт народжуваності порівняно з 2011 роком зріс з 11 до 11,5 немовлят на 1000 наявного населення. Водночас дещо знизився показник смертності — з 14,8 до 14,7 померлих на 1000 наявного населення. Кількість померлих хоча і зменшилась на 164 особи в порівнянні з 2012 роком, але залишилась досить значною і становила 17277 осіб.
Природне скорочення населення Миколаївщини характеризувався перевищенням числа померлих над живонародженими, у 2012 році на 100 померлих припало 78 народжених дітей.
За 2012 рік, на Миколаївщину прибуло 15308 мігрантів, на 980 більше ніж вибуло. У межах області мігрувало 8630 осіб. Як і в попередні роки, переважав рух населення із сільської місцевості в міські поселення, за рахунок чого міське населення збільшилося на 844 особи. Внаслідок міжрегіональної міграції кількість населення зменшилась на 1659 осіб, причому 57% міграційних переміщень у межах країни припадало на Одеську область та м.Київ. Водночас з інших країн в регіон прибуло 990 осіб, вибуло — 311.Позитивне сальдо сформувалось переважно за рахунок міграційних переміщень з Туркменістану (238 осіб), Росії (197 осіб) та Молдови (65 осіб).
Історична динаміка населення Миколаївської області (у сучасних кордонах)
|      | Чисельність населення, тис. | Урбанізація |
| ---- | --------------------------- | ----------- |
| 1926 | 940,0                       | 17,9%       |
| 1939 | 919,0                       | 27,0%       |
| 1959 | 1014,0                      | 39,0%       |
| 1970 | 1148,1                      | 52,7%       |
| 1979 | 1242,6                      |             |
| 1989 | 1330,6                      | 65,7%       |
| 1994 | 1360,8                      | 66,1%       |
| 2001 | 1264,7                      | 66,3%       |
| 2013 | 1173,5                      | 67,8%       |

## Природний рух населення
Показники народжуваності, смертності та природного приросту у 1950–2020 рр.
| коефіцієнт (на 1000 осіб) | 1950 | 1960 | 1970 | 1990 | 2000 | 2010 | 2020 |
| ------------------------- | ---- | ---- | ---- | ---- | ---- | ---- | ---- |
| народжуваності            | 21,1 | 19,4 | 15,5 | 13,7 | 8,0  | 10,8 | 6,9  |
| смертності                | 7,2  | 7,1  | 9,3  | 12,0 | 15,7 | 15,8 | 15,9 |
| природного приросту       | 13,9 | 12,3 | 6,2  | 1,7  | -7,7 | -5,0 | -9,0 |

## Національний склад
Історична динаміка національного складу області за даними переписів населення:
|           | 1926 | 1959 | 1970 | 1979 | 1989 | 2001 |
| --------- | ---- | ---- | ---- | ---- | ---- | ---- |
| українці  | 69,6 | 81,2 | 78,9 | 77,4 | 75,6 | 81,9 |
| росіяни   | 12,8 | 13,7 | 16,1 | 18,0 | 19,4 | 14,1 |
| молдовани | 2,1  |      | 0,5  |      | 1,3  | 1,0  |
| білоруси  | 1,5  | 1,2  | 1,2  | 1,1  | 1,1  | 0,7  |
| болгари   | 0,7  | 0,6  | 0,6  |      | 0,5  | 0,4  |
| євреї     | 7,5  | 2,0  | 1,6  | 1,2  | 0,9  | 0,2  |
| німці     | 4,1  | 0,0  |      | 0,1  | 0,1  | 0,1  |

Національний склад населення Миколаївської області станом на 2001 рік
| №  | Національність | Кількість осіб | Відсоток до загальної кількості |
| -- | -------------- | -------------- | ------------------------------- |
| 1  | Українці       | 1 034 446      | 81,91%                          |
| 2  | Росіяни        | 177 530        | 14,06%                          |
| 3  | Молдовани      | 13 171         | 1,04%                           |
| 4  | Білоруси       | 8 369          | 0,66%                           |
| 5  | Болгари        | 5 614          | 0,44%                           |
| 6  | Вірмени        | 4 277          | 0,34%                           |
| 7  | Євреї          | 3 263          | 0,26%                           |
| 8  | Корейці        | 1 751          | 0,14%                           |
| 9  | Азербайджанці  | 1 482          | 0,12%                           |
| 10 | Цигани         | 1 449          | 0,11%                           |
| 11 | Інші           | 11 547         | 0,91%                           |
|    | Разом          | 1 262 899      | 100%                            |

Національний склад районів та міст Миколаївської області за переписом 2001 року
|                         | українці | росіяни | молдавани | білоруси |
| ----------------------- | -------- | ------- | --------- | -------- |
| Миколаїв                | 72,7     | 23,1    | 0,3       | 0,8      |
| Вознесенськ             | 87,1     | 9,7     | 0,7       | 0,5      |
| Очаків                  | 78,2     | 18,4    | 0,6       | 0,9      |
| Первомайськ             | 85,9     | 10,9    | 0,3       | 0,5      |
| Південноукраїнськ       | 73,9     | 21,7    | 0,7       | 0,7      |
| Арбузинський район      | 88,6     | 7,2     | 3,0       | 0,3      |
| Баштанський район       | 90,5     | 4,4     | 1,2       | 1,0      |
| Березанський район      | 88,1     | 6,0     | 2,3       | 0,5      |
| Березнегуватський район | 90,6     | 6,1     | 1,4       | 1,1      |
| Братський район         | 84,8     | 8,5     | 4,9       | 0,3      |
| Веселинівський район    | 91,0     | 5,2     | 1,8       | 0,3      |
| Вознесенський район     | 89,2     | 6,3     | 2,6       | 0,4      |
| Врадіївський район      | 94,1     | 1,8     | 2,5       |          |
| Доманівський район      | 93,5     | 2,6     | 2,8       | 0,2      |
| Єланецький район        | 91,0     | 3,3     | 3,7       | 0,4      |
| Жовтневий район         | 85,1     | 10,9    | 0,8       | 1,3      |
| Казанківський район     | 83,1     | 13,4    | 1,7       | 0,8      |
| Кривоозерський район    | 95,9     | 1,9     | 1,3       | 0,2      |
| Миколаївський район     | 87,0     | 9,7     | 0,8       | 0,6      |
| Новобузький район       | 92,5     | 4,5     | 1,6       | 0,6      |
| Новоодеський район      | 91,5     | 5,1     | 1,4       | 0,5      |
| Очаківський район       | 85,2     | 10,2    | 1,4       | 0,7      |
| Первомайський район     | 91,8     | 4,5     | 1,9       | 0,3      |
| Снігурівський район     | 91,3     | 5,6     | 0,8       | 0,7      |

Національний склад міст Миколаївської області за переписом населення 2001 р., у%:
| місто                       | населення | українці | росіяни | молдовани | білоруси | болгари | інші |
| --------------------------- | --------- | -------- | ------- | --------- | -------- | ------- | ---- |
| Миколаїв                    | 509 102   | 72,7     | 23,1    | 0,3       | 0,8      | 0,8     | 2,3  |
| Первомайськ                 | 70 746    | 85,9     | 10,9    | 0,3       | 0,5      | 0,4     | 2,0  |
| Вознесенськ                 | 42 248    | 87,0     | 9,7     | 0,7       | 0,5      | 0,2     | 1,9  |
| Південноукраїнськ           | 39 460    | 73,8     | 21,7    | 0,7       | 0,6      | 0,3     | 2,9  |
| Очаків                      | 17 109    | 78,2     | 18,4    | 0,6       | 0,9      | 0,2     | 1,7  |
| Новий Буг                   | 16 200    | 93,4     | 4,4     | 0,7       | 0,6      |         | 0,9  |
| Снігурівка                  | 15 396    | 87,8     | 8,9     | 0,5       | 1,5      | 0,1     | 1,2  |
| Нова Одеса                  | 14 073    | 93,3     | 4,7     | 0,4       | 0,4      | 0,1     | 1,1  |
| Баштанка                    | 13 072    | 93,7     | 4,3     | 0,4       | 0,9      | 0,1     | 0,6  |
| Міста Миколаївської області | 737 406   | 76,5     | 19,6    | 0,4       | 0,7      | 0,6     | 2,2  |

## Мовний склад

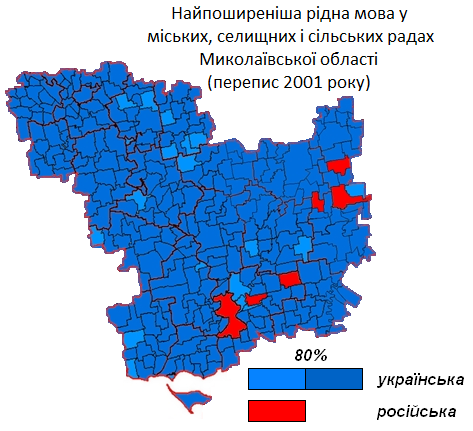
За даними перепису населення України 2001 року, українська мова була рідною для більш як 69 % населення Миколаївської області: вона була панівною в більшості міських, селищних і сільських рад області. Російська мова була найпоширенішою в місті Миколаїв, де проживає близько 40 % населення регіону, та п'яти селищних і сільських радах. Водночас у всіх переважно російськомовних селищних і сільських радах понад 20 % населення вказали українську мову рідною, тоді як у Миколаєві — понад 40 %.

За переписом 2001 року українську мову вважали рідною 69,2% населення регіону, що на 5,0 відсоткового пункту більше, ніж за даними перепису 1989 року. Російську мову визначили як рідну 29,3% населення, порівняно з минулим переписом населення цей показник знизився на 4,5 відсоткового пункту. Частка інших мов, які були вказані як рідні, за міжпереписний період зменшилася на 0,5 відсоткового  пункту і становила 1,5%.
Рідна мова населення Миколаївської області за результатами переписів населення, %
|            | 1926 | 1959 | 1970 | 1979 | 1989 | 2001 |
| ---------- | ---- | ---- | ---- | ---- | ---- | ---- |
| українська | 63,8 | 73,4 | 69,4 | 66,7 | 64,2 | 69,2 |
| російська  | 22,2 | 24,6 | 29,1 | 31,7 | 33,8 | 29,3 |
| інша       | 14,0 | 2,0  | 1,5  | 1,6  | 2,0  | 1,5  |

Рідна мова населення Миколаївської області за переписом 2001 р. за адміністративними одиницями
|                         | українська | російська | молдовська | вірменська | білоруська | болгарська |
| ----------------------- | ---------- | --------- | ---------- | ---------- | ---------- | ---------- |
| МИКОЛАЇВСЬКА ОБЛАСТЬ    | 69,2       | 29,3      | 0,6        | 0,2        | 0,1        | 0,1        |
| м. МИКОЛАЇВ             | 42,2       | 56,8      | 0,1        | 0,2        | 0,1        | 0,3        |
| м. ВОЗНЕСЕНСЬК          | 86,5       | 12,5      | 0,3        | 0,1        | 0,1        | 0,1        |
| м. ОЧАКІВ               | 70,3       | 28,5      | 0,2        | 0,3        | 0,2        | 0,1        |
| м. ПЕРВОМАЙСЬК          | 82,8       | 15,8      | 0,1        | 0,1        | 0,2        | 0,1        |
| м. ПІВДЕННОУКРАЇНСЬК    | 66,5       | 31,4      | 0,2        | 0,1        | 0,1        | 0,1        |
| АРБУЗИНСЬКИЙ РАЙОН      | 88,4       | 8,9       | 2,2        | 0,2        | 0,1        | 0,1        |
| БАШТАНСЬКИЙ РАЙОН       | 91,4       | 5,5       | 0,8        | 0,2        | 0,2        | 0,1        |
| БЕРЕЗАНСЬКИЙ РАЙОН      | 88,9       | 8,3       | 1,1        | 0,5        | 0,1        | 0,2        |
| БЕРЕЗНЕГУВАТСЬКИЙ РАЙОН | 91,7       | 6,8       | 0,8        | 0,2        | 0,4        |            |
| БРАТСЬКИЙ РАЙОН         | 86,1       | 10,0      | 3,2        | 0,3        | 0,1        | 0,1        |
| ВЕСЕЛИНІВСЬКИЙ РАЙОН    | 92,7       | 5,5       | 1,1        | 0,1        | 0,1        |            |
| ВОЗНЕСЕНСЬКИЙ РАЙОН     | 89,6       | 8,2       | 1,6        | 0,1        | 0,2        |            |
| ВРАДІЇВСЬКИЙ РАЙОН      | 96,0       | 1,8       | 1,6        | 0,1        |            |            |
| ДОМАНІВСЬКИЙ РАЙОН      | 94,7       | 2,7       | 2,1        | 0,1        | 0,1        |            |
| ЄЛАНЕЦЬКИЙ РАЙОН        | 92,9       | 3,6       | 2,5        | 0,7        | 0,2        | 0,1        |
| ЖОВТНЕВИЙ РАЙОН         | 80,5       | 18,1      | 0,4        | 0,2        | 0,3        | 0,1        |
| КАЗАНКІВСЬКИЙ РАЙОН     | 81,2       | 17,3      | 0,9        | 0,2        | 0,3        |            |
| КРИВООЗЕРСЬКИЙ РАЙОН    | 96,9       | 1,8       | 0,8        | 0,2        | 0,1        |            |
| МИКОЛАЇВСЬКИЙ РАЙОН     | 87,4       | 11,4      | 0,4        | 0,2        | 0,1        |            |
| НОВОБУЗЬКИЙ РАЙОН       | 94,0       | 4,4       | 0,9        | 0,3        | 0,2        |            |
| НОВООДЕСЬКИЙ РАЙОН      | 92,4       | 5,9       | 0,8        | 0,4        | 0,2        |            |
| ОЧАКІВСЬКИЙ РАЙОН       | 85,2       | 12,7      | 0,8        | 0,1        | 0,3        | 0,1        |
| ПЕРВОМАЙСЬКИЙ РАЙОН     | 93,2       | 4,8       | 1,2        | 0,1        | 0,1        | 0,1        |
| СНІГУРІВСЬКИЙ РАЙОН     | 91,0       | 7,7       | 0,5        | 0,2        | 0,2        |            |

### Вільне володіння мовами
За даними Всеукраїнського перепису населення 2001 року, 91,31% мешканців Миколаївської області вказали вільне володіння українською мовою, а 73,60% - російською мовою. 95,33% мешканців Миколаївської області вказали вільне володіння мовою своєї національності.
Вільне володіння мовами найбільш чисельних національностей Миколаївської області за даними перепису населення 2001 р.
|               | своєї національності | українська | російська |
| ------------- | -------------------- | ---------- | --------- |
| Українці      | 96,77%               |            | 69,07%    |
| Росіяни       | 98,46%               | 64,75%     |           |
| Молдовани     | 67,82%               | 81,12%     | 61,38%    |
| Білоруси      | 30,90%               | 71,08%     | 86,71%    |
| Болгари       | 54,17%               | 79,37%     | 90,49%    |
| Вірмени       | 70,10%               | 52,58%     | 86,51%    |
| Євреї         | 7,17%                | 72,30%     | 97,27%    |
| Корейці       | 45,46%               | 42,43%     | 95,15%    |
| Азербайджанці | 68,76%               | 39,88%     | 84,14%    |
| Цигани        | 54,38%               | 83,23%     | 53,42%    |
| Поляки        | 21,56%               | 85,95%     | 82,16%    |
| Татари        | 33,47%               | 51,87%     | 95,78%    |
| Німці         | 24,10%               | 68,52%     | 91,07%    |
| Гагаузи       | 52,68%               | 68,64%     | 81,76%    |
| Грузини       | 59,17%               | 56,74%     | 87,48%    |
| Турки         | 98,15%               | 56,73%     | 55,54%    |

## Місце народження
За переписом 2001 року 87,4% населення Миколаївської області народилися на території України (УРСР), 12,5% населення — на території інших держав (зокрема 8,0% - на території Росії, 1,3% - на території Молдови), 0,1% населення не вказали місце народження. 69,6% населення народилися на території Миколаївської області, 17,8% — у інших регіонах України.
Питома вага уродженців різних регіонів України у населенні Миколаївської області за переписом 2001 року:
| уродженців області | кількість | частка у населенні |
| Миколаївської      | 879267    | 69,6               |
| Одеської           | 29370     | 2,3                |
| Кіровоградської    | 26267     | 2,1                |
| Херсонської        | 15651     | 1,2                |
| Вінницької         | 13394     | 1,1                |
| Хмельницької       | 12956     | 1,0                |
| Львівської         | 12011     | 1,0                |
| Житомирської       | 10407     | 0,8                |
| Тернопільської     | 10235     | 0,8                |
| Дніпропетровської  | 10094     | 0,8                |
| Донецької          | 10018     | 0,8                |
| Черкаської         | 8308      | 0,7                |
| Рівненської        | 8199      | 0,6                |
| АР Крим            | 6691      | 0,5                |
| Івано-Франківської | 6625      | 0,5                |
| Луганської         | 5069      | 0,4                |
| Полтавської        | 5001      | 0,4                |
| Київської          | 4990      | 0,4                |
| Чернігівської      | 4969      | 0,4                |
| Запорізької        | 4877      | 0,4                |
| Харківської        | 4520      | 0,4                |
| Сумської           | 4157      | 0,3                |
| Волинської         | 3694      | 0,3                |
| Закарпатської      | 2817      | 0,2                |
| Чернівецької       | 2164      | 0,2                |
| м. Києва           | 1678      | 0,1                |
| Севастополя        | 936       | 0,1                |

|           | 1989  | 2001  |
| --------- | ----- | ----- |
| Україна   | 85,5% | 87,4% |
| Росія     | 9,7%  | 8,0%  |
| Молдова   | 1,3%  | 1,3%  |
| Казахстан | 0,8%  | 0,7%  |
| Білорусь  | 0,8%  | 0,6%  |
| Інші      | 1,9   | 2,0%  |

## Зайнятість населення
Сфери зайнятості населення області за переписом 2001 року
| сфера діяльності                                                                 | кількість зайнятих | частка |
| -------------------------------------------------------------------------------- | ------------------ | ------ |
| Сільське господарство, мисливство та лісове господарство                         | 117 448            | 25,8%  |
| Обробна промисловість                                                            | 76 933             | 16,9%  |
| Оптова та роздрібна торгівля; торгівля транспортними засобами; послуги з ремонту | 54 770             | 12,0%  |
| Освіта                                                                           | 36 428             | 8,0%   |
| Державне управління                                                              | 31 373             | 6,9%   |
| Транспорт і зв'язок                                                              | 30 723             | 6,7%   |
| Охорона здоров'я та соціальна допомога                                           | 28 532             | 6,3%   |
| Будівництво                                                                      | 19 261             | 4,2%   |
| Операції з нерухомістю, здавання під найм та послуги юридичним особам            | 17 972             | 3,9%   |
| Виробництво електроенергії, газу та води                                         | 15 759             | 3,5%   |
| Колективні, громадські та особисті послуги                                       | 10 956             | 2,4%   |
| Готелі та ресторани                                                              | 8 957              | 2,0%   |
| Фінансова діяльність                                                             | 3 555              | 0,8%   |
| Послуги домашньої прислуги                                                       | 1 068              | 0,2%   |
| Рибне господарство                                                               | 890                | 0,2%   |
| Добувна промисловість                                                            | 832                | 0,2%   |
| Неточно вказали або не вказали вид діяльності                                    | 131                | 0,0%   |
| Всього зайнятих економічною діяльністю                                           | 455 588            | 100,0% |